# Marie Curie (Film)
Marie Curie, auch bekannt als Marie Curie und das Blaue Licht, ist ein Film der französischen Regisseurin Marie Noëlle aus dem Jahr 2016. Er erzählt aus dem Leben der Physikerin und Chemikerin Marie Curie. Er kam am 1. Dezember 2016 in die deutschen Kinos.

## Handlung
Der Film zeigt das Leben von Marie Curie von 1904 bis 1911. Sie forscht zusammen mit ihrem Mann Pierre Curie an der Isolierung des von ihnen entdeckten Elements Radium. Es werden erste Versuche zur Verwendung der Radioaktivität in der Krebstherapie unternommen. Währenddessen kommt ihr zweites Kind zur Welt. Pierre kommt bei einem Unfall mit einem Pferdefuhrwerk ums Leben. Curie setzt trotz ihrer großen Trauer die Forschungen fort und übernimmt die Vorlesungen ihres Mannes an der Pariser Universität. Auf der ersten Solvay-Konferenz, an der sie als einzige Frau teilnimmt, trifft sie Albert Einstein, der sie mit seinem Charme zum Lachen bringt. Sie kandidiert für einen Platz in der französischen Wissenschaftsakademie, die bisher nur aus Männern bestand. Diejenigen, die weiterhin keine weiblichen Mitglieder zulassen wollen, setzen sich bei der Wahl knapp durch. Mit dem befreundeten Wissenschaftler Paul Langevin beginnt sie eine Affäre. Als dessen Ehefrau die Presse informiert, wird Curie öffentlich verleumdet. Das Nobelkomitee erkennt ihr den Nobelpreis für Chemie 1911 zu, nach dem Physikpreis 1903 bereits ihr zweiter. Als man von den Anfeindungen erfährt, wird über den schwedischen Botschafter versucht, sie zu einem freiwilligen Verzicht zu bewegen. Sie lässt sich aber nicht darauf ein und fährt nach Stockholm, um die Dankesrede zu halten.

## Kritiken
„Die Darstellung der „Langevin-Affäre“ in Angriff genommen zu haben, ist das Verdienst des Films – und hier entspringt zugleich seine größte Schwäche. Denn Gruszkas Marie Curie schreitet durchgehend, auch noch lange nach dem Tod des Mannes, als Schmerzensfrau, gebeugt und ernst, wenn auch kraftvoll, durch den Film. […] die Einsamkeit: sie wird als zwangsläufige Causa für die Affäre mit Langevin aufgebaut. ‚Das Leben ist trivial, wenn man nicht gemeinsam denken kann‘, sagt Marie Curie an einer Stelle. Es scheint, als ob sie nicht ohne Partner auskommen könnte. Und so konterkariert Noëlle im Eifer, den privaten Fehltritt ihres Vorbildes zu rechtfertigen, das zuvor sorgsam errichtete Bild einer eigenständigen, modernen Frau.“

„Statt die einzelnen Stationen im Leben der Physikerin chronologisch abzuhaken und alles in den übergeordneten historischen Kontext zu rücken, nähert sich Noëlle ihrer Protagonistin von innen und schildert die Auswirkungen von Curies Schaffen auf Familie, Kinder und Kollegen. Als sich die Wissenschaftlerin schließlich in die folgenschwere Affäre stürzt, wandelt sich der Film sogar vorübergehend zur Romanze – und weil Paul Langevins Ehefrau Jeanne bald Wind von der Sache bekommt, kommt ab diesem Zeitpunkt auch spürbar Schwung in die bis dato recht spannungsarme Geschichte. Antriebsfeder der Handlung ist ansonsten der Kampf gegen die männlichen Widerstände in der von Vorurteilen und Sexismus geprägten Welt der Physiker und Chemiker. […] Kameramann Michal Englert […] taucht die Geschichte in sinnliche, stimmungsvolle Bilder. […] ‚Marie Curie‘ ist ein stark besetzter, präzise recherchierter und toll fotografierter Film, der aber emotional nur selten wirklich mitreißt.“

## Hintergrund

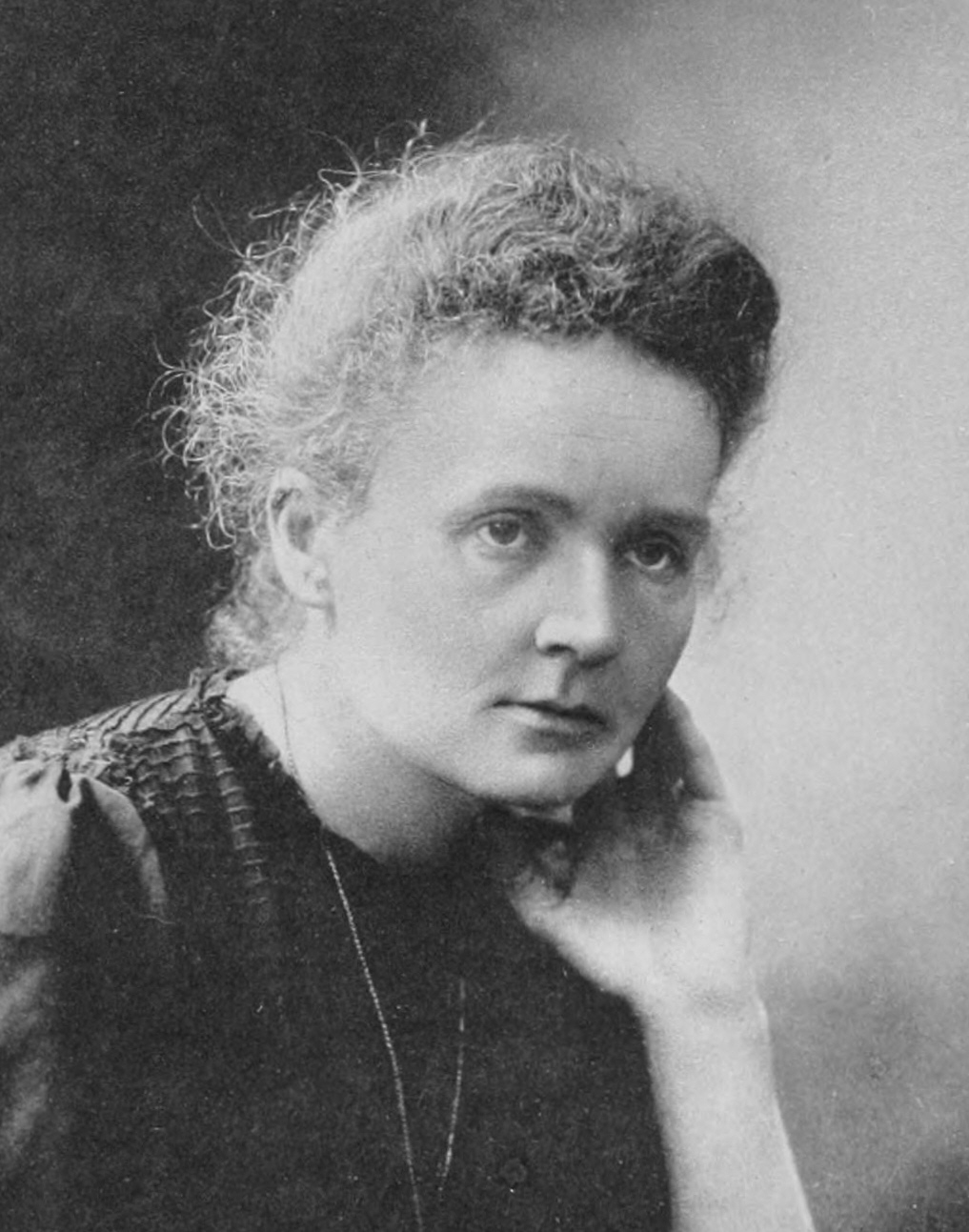
Marie Curie (1911)

Bereits 1943 wurde mit Madame Curie das Leben der Marie Curie verfilmt.
Die Regisseurin Marie Noëlle verlor 2013 ebenfalls ihren Mann, mit dem sie viele Jahre zusammenarbeitete, den Autorenfilmer Peter Sehr.
Das Drehbuch stützt sich auf Briefwechsel, Tagebucheinträge und Zeitungsartikel. Zudem wurden Originalgerätschaften aus dem frühen 20. Jahrhundert verwendet, um die Kulissen authentisch auszustatten.
Der Film wurde auf dem Filmfest Hamburg und auf dem Toronto International Film Festival vorgestellt.